# 阿米尔乔赫马克建筑群

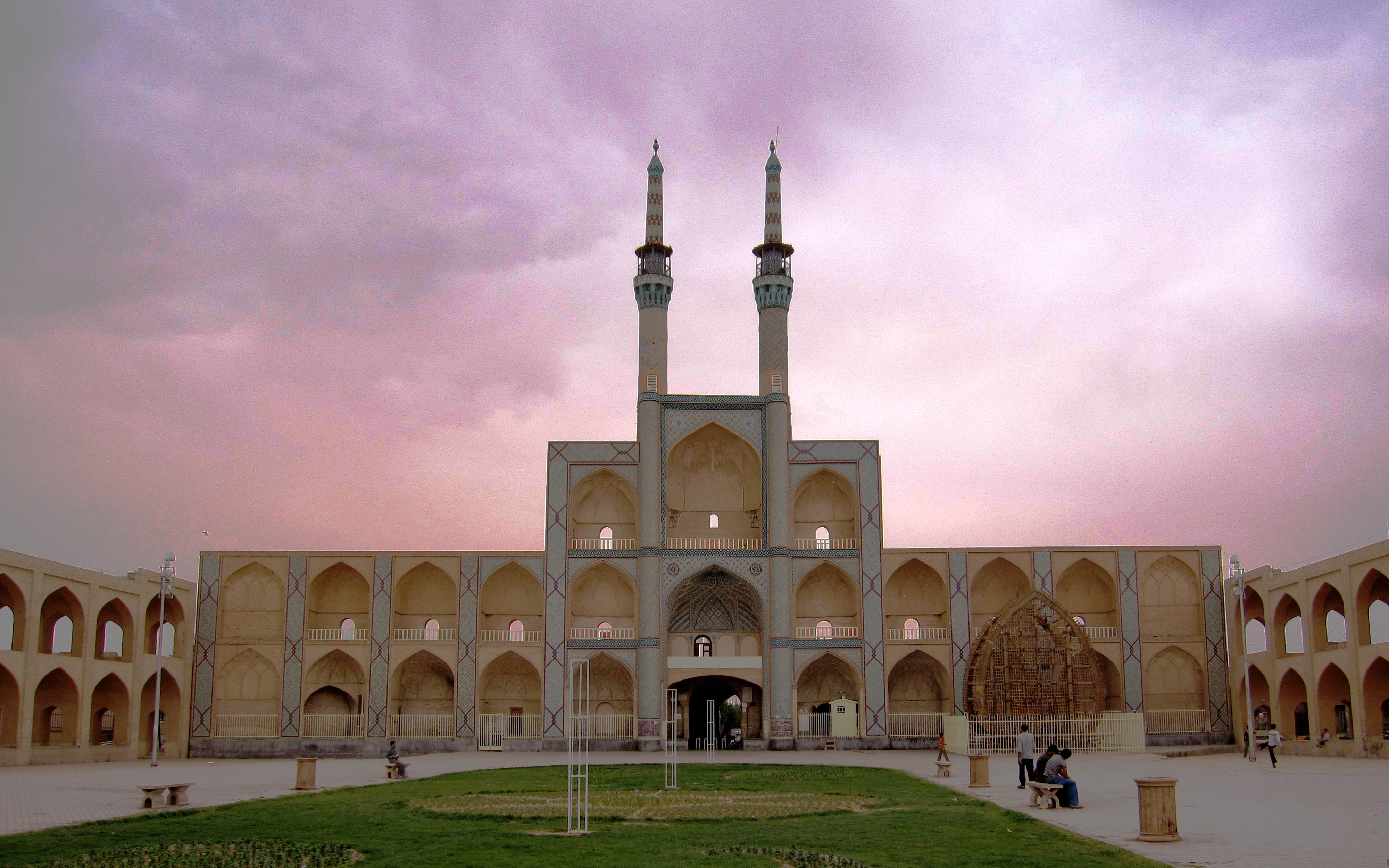
阿米尔乔赫马克建筑群

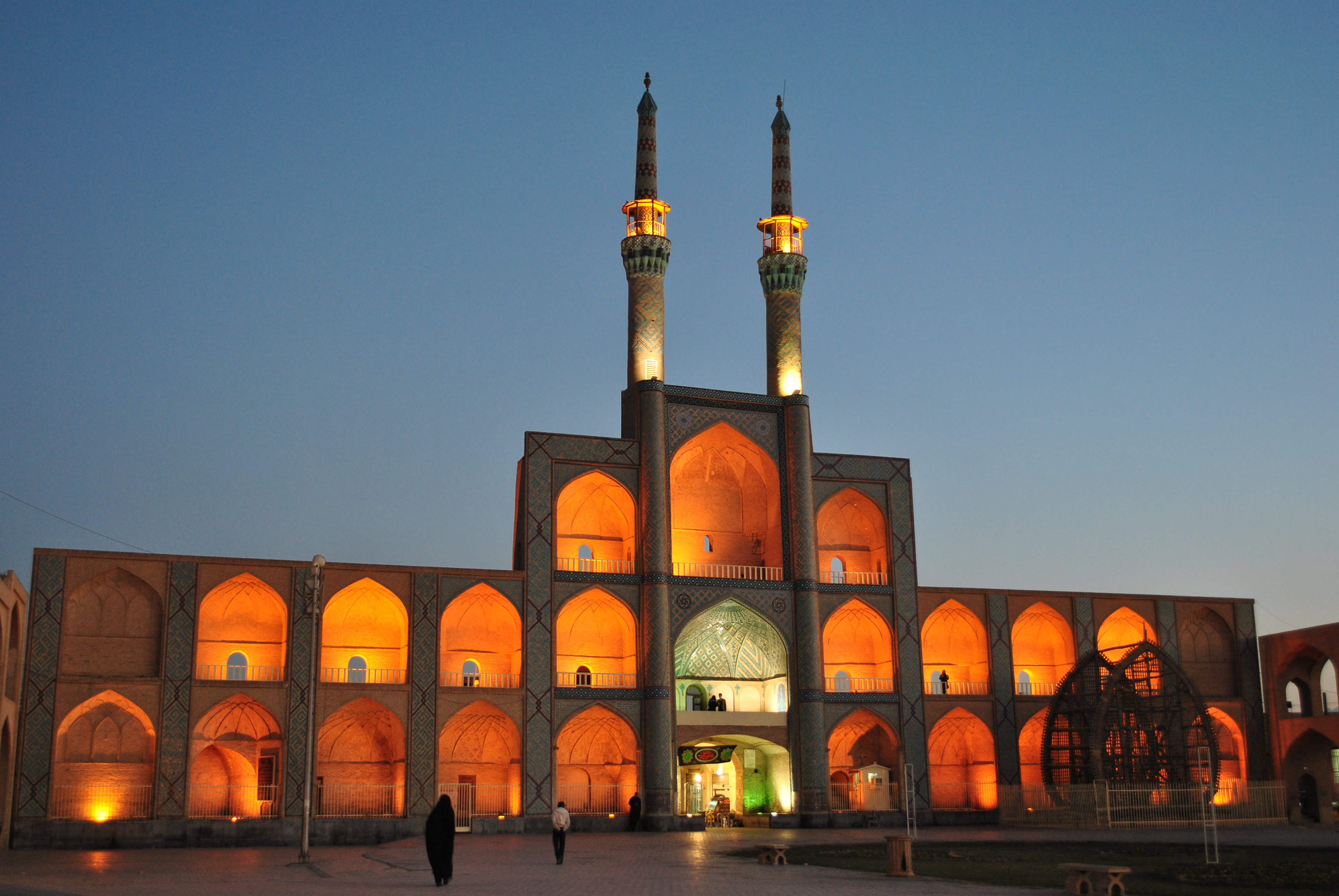
阿米尔乔赫马克建筑群

阿米尔乔赫马克建筑群（波斯語：‎ Majmūʿa Meydân Amir Čaqmaq）是伊朗亚兹德的一座著名建筑,以其对称的下沉式壁龛而著称。 它包括一个清真寺，位于同名广场上，还包括客栈、tekyeh、浴室、冷水井。 到了晚上，橙色的灯光照亮拱形壁龛，成为一大看点。。在两伊战争、伊拉克战争和阿富汗战争期间，许多伊拉克人和阿富汗人纷纷移居到阿米尔乔赫马克广场。

## 地理
该清真寺位于一个同名广场上，得名于帖木儿帝国的一位亚兹德总督阿米尔乔赫马克。广场附近有伊拉克人和阿富汗人的居住区。 建筑群对面是亚兹德水博物馆.
该建筑群包括三层建筑，被什叶派用于纪念侯赛因·本·阿里·本·阿比·塔利卜之死的阿舒拉节。

## 历史
阿米尔乔赫马克广场由帖木儿时代的亚兹德总督阿米尔乔赫马克建于15世纪。这个广场在一个重要的清真寺老清真寺（今天称为阿米尔乔赫马克清真寺）北侧，该清真寺也是由阿米尔乔赫马克兴建，建于1418-1438年。清真寺落成之年，新任总督在广场边上兴建了 集市和客栈。
建筑群的许多地方逐渐破败下去，直到18世纪的萨菲王朝加以修复。
阿米尔乔赫马克广场在礼萨汗时期的现代化进程中发生许多变化。1935年完成巴列维街，连接巴扎的广场北部和客栈被拆毁，以形成更为规则的长方形广场。